# Ризино
Ри́зино (укр. Ризине) — село в Звенигородском районе Черкасской области Украины.
Первые достоверные сведенья о существовании этого села относятся к XVII веку. С тех времён сохранились документы на польском и латинском языках. Существует несколько версий происхождения его названия. По одному из них изначальное название было Резная криница. По другой вблизи села в начале XVII века казаки одержали победу над поляками, в честь чего и было дано это название.
Население по переписи 2001 года составляло 1093 человека. Почтовый индекс — 20235. Телефонный код — 4740.

## Местный совет
20235, Черкасская обл., Звенигородский р-н, с. Ризино